# Bensen B-8
Bensen B-8 je bil majhen enosedežni avtožiro (žirokopter), ki so ga razvili v ZDA v 1950ih. Zasnovan je na podlagi Bensena B-7. Sprva je bil zasnovan kot žirozmaj (brez motorja). Prvi let verzije z motorjem B-8M je bil 6. decembra 1955. Letalo ni več v proizvodnji, so pa na voljo načrti za domačo izdelavo. 

## Specifikacije (B-8M, s standardnim rotorjem)
- Posadka: 1 (pilot)
- Dolžina: 11 ft 3 in (3,43 m)
- Premer rotorja: 20 ft 0 in (6,91 m)
- Višina: 6 ft 3 in (1,90 m)
- Površina rotorja: 314 ft2 (29,17 m2)
- Prazna teža: 247 lb (112 kg)
- Gros teža: 500 lb (227 kg)
- Motor: 1 × McCulloch 4318AX 4-valjni protibatni motor, 72 KM (54 kW)

- Maks. hitrost: 55 mph (137 km/h)
- Dolet: 100 milj (160 km)
- Čas leta: 1,5 ure
- Višina leta (servisna): 12500 ft (3800 m)
- Hitrost vzpenjanja: 1000 ft/min (5,1 m/s)